# Piz Popena
Il Piz Popena (3.152 m s.l.m.) è una montagna delle Dolomiti Ampezzane nel gruppo del Cristallo. Si trova in Veneto (provincia di Belluno).

## Caratteristiche
La montagna è collocata a nord del Passo Tre Croci, ad est del monte Cristallo e a ovest di Misurina.

## Galleria d'immagini

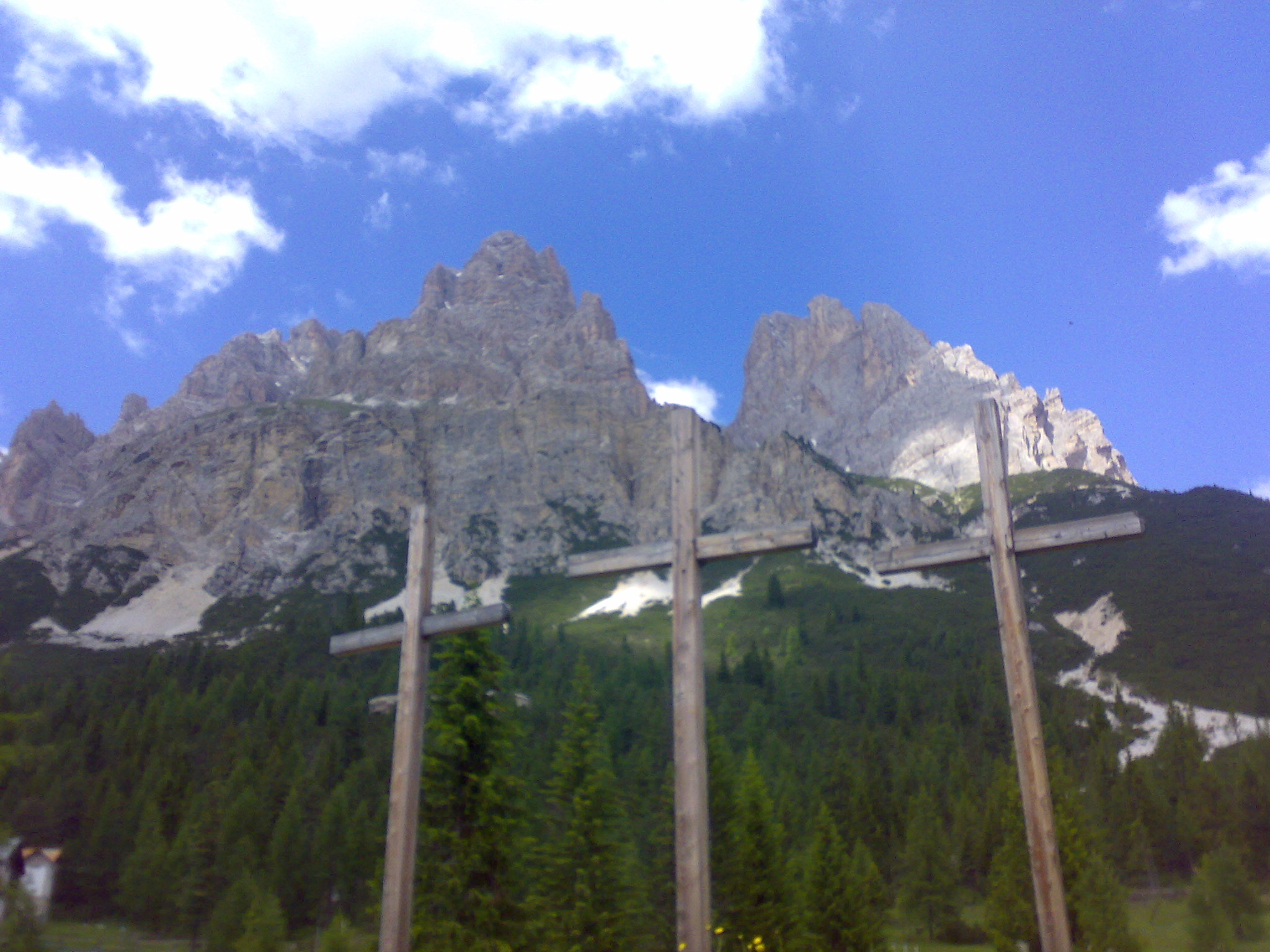
Il Piz Popena ed il Cristallo (a sinistra) visti dal Passo Tre Croci.
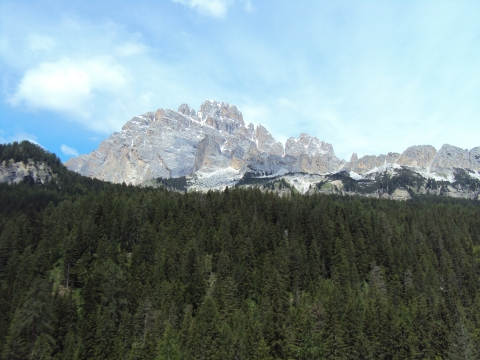
Panoramica
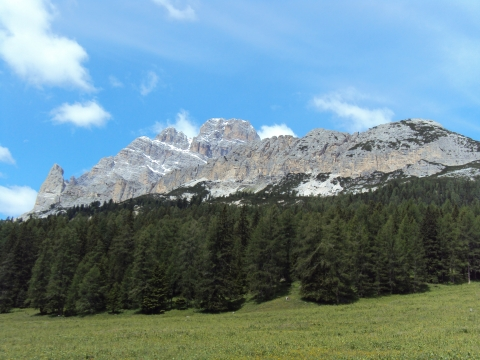
Pale di Misurina e Piz Popena visti da Misurina